# Gyrostigma sumatrensis
Gyrostigma sumatrensis är en tvåvingeart som beskrevs av Brauer 1884. Gyrostigma sumatrensis ingår i släktet Gyrostigma och familjen styngflugor. Inga underarter finns listade i Catalogue of Life.